# Milan Dolinský
Milan Dolinský (* 17. dubna nebo 14. července 1935, Brunovce) je bývalý slovenský fotbalista, československý reprezentant, držitel bronzové medaile z prvního mistrovství Evropy roku 1960, kde vstřelil dva góly Dánsku. Za československou reprezentaci odehrál 10 zápasů a vstřelil 5 branek. Svou fotbalovou kariéru spojil s ČH Bratislava (budoucí Inter Bratislava).
V roce 1953 se stal s Lokomotívou Košice mistrem Československa v dorostenecké kategorii.